# Sequenza gunbarrel

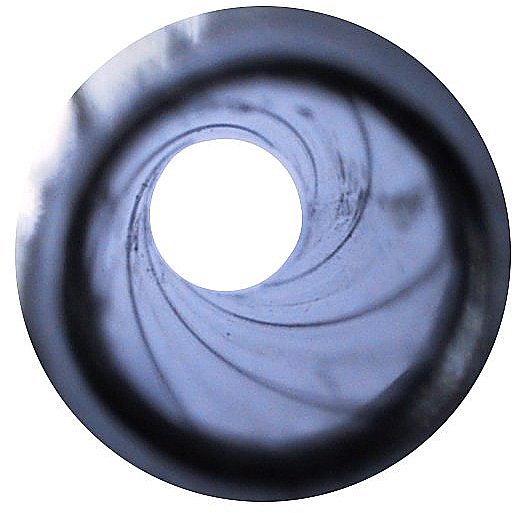
La canna di una calibro .38 con rigatura a 6 solchi, protagonista della sequenza gunbarrel nelle pellicole di James Bond.

La cosiddetta sequenza gunbarrel (in inglese: sequenza della canna d'arma) è un tema ricorrente in ogni film di James Bond.

## Origine
Realizzata da Maurice Binder (che tornerà a occuparsi della saga a partire da Agente 007 - Thunderball (Operazione tuono) e continuerà a realizzare i titoli della serie fino a Vendetta privata), in collaborazione con il direttore della fotografia Trevor Bond, la sequenza è chiaramente influenzata dalle elaborazioni grafiche di Saul Bass, autore fra l'altro del manifesto e della sequenza dei titoli di La donna che visse due volte.
L'idea è stata probabilmente suggerita da una frase di Ian Fleming dal romanzo Licenza di uccidere, quando Bond, in fuga nel condotto, ha la sensazione di "guardare attraverso un lungo cannone".

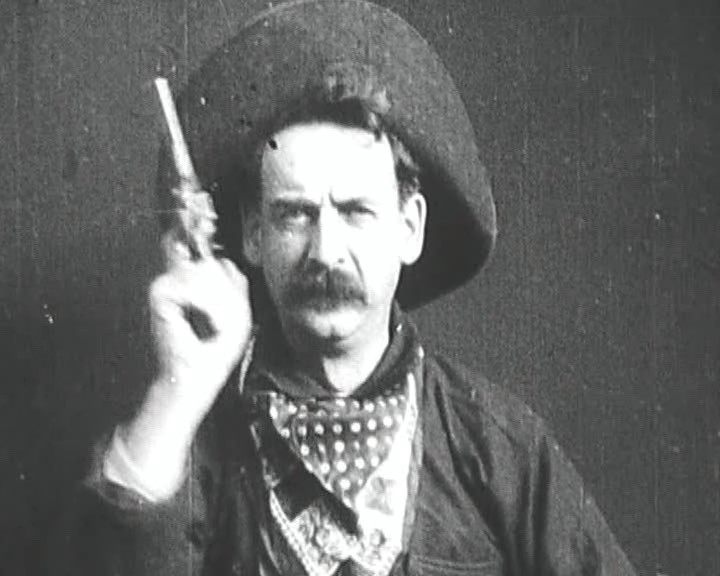
L'ultima scena di The Great Train Robbery (1903) potrebbe aver influenzato la sequenza gunbarrel dei film di 007.

Lo studioso dei media James Chapman ha inoltre ravvisato una similitudine con l'emblematico tableau finale di The Great Train Robbery di Edwin S. Porter (1903), in cui l'attore Justus D. Barnes spara con la pistola verso il pubblico.

## Descrizione
La sequenza gunbarrel consiste in una scena sempre uguale a un occhio meno attento, ma è possibile individuare delle sostanziali differenze di capitolo in capitolo. In tutti i casi, si tratta dell'inquadratura, attraverso la canna di una pistola, di un uomo in smoking che cammina, apparentemente ignaro del pericolo, dal lato destro dello schermo fino al suo centro, punto in cui si ferma, si gira e spara all'uomo che regge l'arma attraverso la quale assistiamo alla scena. A questo punto (tranne in No Time to Die) dal lato alto dello schermo inizia a "colare" una macchia rossa che (tranne in Al servizio segreto di Sua Maestà e in Casino Royale) lascia intravedere ancora l'uomo che ha sparato, immobile.
L'inquadratura rimane fissa fino a che la "macchia" non ha invaso completamente lo schermo, dopodiché l'inquadratura comincia a muoversi a destra e a sinistra e a scendere, lo schermo - eccezion fatta per la bocca dell'arma - si fa nero e (a partire da Thunderball), dal buco in questione si vede già una porzione della scena successiva, la sequenza pre-titoli di testa (questo almeno fino a La spia che mi amava, dopo il quale l'inquadratura inizia a oscillare quando il sangue sta ancora colando, mentre il resto della sequenza rimane identico).
Un dettaglio che cambia palesemente è il modo con cui Bond spara. Possiamo individuare una serie di modalità analoghe:
- in Licenza di uccidere, A 007, dalla Russia con amore e Missione Goldfinger Bond salta, si gira in volo e spara. In queste sequenze dei primi tre film l'interprete di Bond non è Sean Connery ma la sua controfigura Bob Simmons;[1]
- in Thunderball, Si vive solo due volte, Al servizio segreto di Sua Maestà e Una cascata di diamanti 007 si gira, flette il ginocchio sinistro, in modo da trovarsi vicino a terra, e spara;
- negli altri film, Bond si gira, flettendo leggermente le ginocchia, e spara, sostenendo il braccio destro - con il quale regge l'arma - con il sinistro, fino a Bersaglio mobile; dal successivo in poi non sostiene il braccio;
- a partire da GoldenEye la canna della pistola è un'immagine creata con la computer grafica.

Alcune invece si discostano leggermente dall'originale:
- in La morte può attendere James centra esattamente la canna dell'avversario (cosa praticamente impossibile dal punto di vista balistico);
- in Casino Royale, per la prima volta la sequenza gunbarrel viene contestualizzata all'interno della trama: 007 spara a un nemico, in un bagno pubblico, dando poi inizio ai titoli di testa del film;
- in Quantum of Solace e Skyfall la sequenza è posticipata alla fine dei film, prima dei titoli di coda.